# Figulus daitoensis
Figulus daitoensis là một loài bọ cánh cứng trong họ Lucanidae. Loài này được Fujita & Ichjikawa mô tả khoa học năm 1986.